# Paperiade
Paperiade è  storia a fumetti, parodia della Iliade, scritta da Guido Martina e disegnata da Luciano Bottaro. Venne pubblicata in Italia nella rivista Topolino nei numeri 202, 203 e 204 nel 1959.

## Trama
La storia è ambientata in epoca contemporanea e narra il furto di una dama, cioè una scacchiera,  appartenente a Zio Paperone e lo scontro per la sua riconquista; l'oggetto ha la magica virtù di raddoppiare i chicchi di riso (mettendone 1 sulla prima casella, ne compaiono 2 sulla seconda, 4 sulla terza e così via). Gastone riesce a sottrarla con l'inganno, per poi recarsi nell'isoletta del Pacifico nota come Terra d'Olio insieme alla Banda Bassotti: i ladri sono forti dell'offerta di 1 milione di dollari fatta dall'Anonima riserie bisestili per la dama. 
Alla "riconquista" della dama sono votati Zio Paperone, Paperino (che per buona parte del tempo crede che la dama sia Paperina), Qui Quo e Qua, Pippo e poi anche Archimede Pitagorico, con l'aiuto di una tribù di poveri selvaggi in fabbisogno di perline, specchietti e cianfrusaglie.

## Originale e parodia, personaggi e interpreti
- Zio Paperone corrisponde ad Agamennone, il capo degli Achei. L'episodio del sacrificio di Ifigenia viene parodiato dalla profezia di Pippo per cui, durante il viaggio verso la Terra d'Olio, perdurerà la bonaccia finché Zio Paperone non avrà gettato in mare ciò che ha di più caro (il denaro), cosa che egli si rifiuta categoricamente di fare.
- Paperino ha il triplo ruolo di Menelao (finché crede che la rapita sia Paperina), Achille e Ulisse. Dopo la scoperta dell'equivoco, infatti, Paperino si "ritira sdegnato sotto la tenda" come il Piè Veloce dopo l'offesa di Agamennone (che gli porta via la schiava Briseide); alla fine, poi, elabora il piano che consente la presa della roccaforte di Gastone.
- Gastone corrisponde a Paride, anche per il duello (truccato) in cui si confronta con Paperino-Menelao.
- Pippo riveste il ruolo dell'indovino Calcante: il dono della profezia gli proviene da una benda magica appartenuta a un bis-bis e trovata in solaio.
- Nel finale, l'inganno è costituito dal travestimento di Paperino e Pippo da cavallo grazie ad una pelle equina appartenente ai selvaggi dell'isola.
- Le tavole della storia sono di quando in quando impreziosite da ampie didascalie in forma poetica («Cantami, o diva, in sonante rima / L'ira di quell'eroe di chiara fama / che per aver perduto onore e stima / tentando di salvar l'amata dama»...).